# Список умерших в 719 году

## Дата смерти неизвестна или требует уточнения
- Анастасий II, византийский император (713—715).
- Гао, основатель и правитель средневекового государства Бохай (698—719).
- Иоанн I, герцог Неаполя (711—719).
- Пега Мерсийская, отшельница Мерсийская, святая Католической церкви.
- Радбод, король фризов (679—719).
- Тассилон II, герцог Баварии (716/718 — ок. 719).
- Теудебальд, герцог Баварии (716/718 — ок. 719).
- Хеден II, правитель Вюрцбургского герцогства, герцог Тюрингии (до ок. 719).
- Хлотарь IV, король франков (717—719).
- Эйнбкеллах, король гэльского королевства Дал Риада (697—698).